# Santa Cruz Nundaco
Santa Cruz Nundaco är en kommun i Mexiko.   Den ligger i delstaten Oaxaca, i den sydöstra delen av landet, 290 km sydost om huvudstaden Mexico City.
Följande samhällen finns i Santa Cruz Nundaco:
- Ojo de Agua
- San Isidro Vista Hermosa
- San José Yatandoyo
- Loma Ñuhucua
- Llano Colorado
- Nduayuo